# Jungfraujoch
Jungfraujoch (3.471 m.) er et bjergpas eller saddel mellem Mönch og Jungfrau i Berner Alperne på grænsen mellem kantonerne Bern og Valais. Strengt taget er  Jungfraujoch det laveste punkt på bjergranden mellem Mönch og Jungfrau i 3.471 meters højde. Det er kun lidt højere end  bjergstationen for Jungfraubahn, Jungfraujoch Banegård, som med en højde på 3.454 meter er den højest beliggende jernbanestation i Europa. Jungfraujoch kaldes ofte "Toppen af Europa" i turistlitteratur. 
Ikke langt øst for Joch'en rejser tinden, som kaldes Sphinxen, sig, og topper med en højde på 3.571 meter. Den begynder fra Jungfraujoch på Valais-siden ved den store Aletsch-gletsjer. Der er en elevator til toppen af Sphinxen, hvor en lille udsigtsplatform og et videnskabeligt observatorium, Sphinx Observatoriet, befinder sig. Jungfraujoch er også hjemsted for en af Global Atmosphere Watchs forskningsstationer.  Jungfraujoch kan kun nås gennem en 7,3 km lang tandhjulsbane-tunnel, som drives af Jungfraubahn, den højeste i en serie af samarbejdende jernbaneselskaber, som står for adgangen til Jungfraujoch fra Interlaken.

## Tunnelen
Adolf Guyer-Zeller fik ideen til en tunnel i 1893 og planlagde på det tidspunkt at bygge syv stationer inden i tunnelen, før man nåede, hvad der nu er Sphinxen. Konstruktionen af tunnelen begyndte 27. juli 1896 og tog 16 år. Konstruktionsfasen blev besværliggjort af mange problemer, herunder pengemangel, forfærdeligt vejr og et stigende dødstal som følge af ulykker. Den værste ulykke skete i  1908, da 30 tons dynamit sprang i luften ved et uheld. 
Da konstruktionen blev afbrudt, var tunnelen kun nået til Jungfraujoch i stedet for Sphinxen og med kun to mellemliggende stationer. Men selv i sin nuværende tilstand er Jungfraubahn en imponerende præstation indenfor ingeniør- og konstruktionskunst, og den er stadig indehaver af titlen som Europas højest beliggende jernbane. Banen starter ved Kleine Scheidegg umiddelbart udenfor tunnelen.

## Eksterne links
- Jungfraubahn Arkiveret 13. september 2008 hos  Wayback Machine
- Photo Panorama from top of Sphinx Arkiveret 3. april 2007 hos  Wayback Machine

46°32′55″N 7°58′59″Ø / 46.54861°N 7.98306°Ø